# Rosses Point
Rosses Point (irisch An Ros – „das Vorgebirge“, älter auch Ros Ceide) ist ein Dorf im County Sligo im Nordwesten der Republik Irland. Die Bevölkerungszahl wuchs auf 883 Einwohner im Jahr 2022.

## Lage
Rosses Point liegt etwa acht Kilometer nordwestlich von Sligo auf der gleichnamigen Halbinsel Rosses Point an der Sligo Bay. Die R291 führt vom Ort direkt nach Sligo. Vor Rosses Point in der Sligo Bay liegt Oyster Island und als Sandbank vor der Sligo Bay Inishmulclohy.

## Geschichte
Im September 1588 strandeten hier am Streedagh Strand nach einem schweren Sturm die Schiffe La Lavia, La Juliana und Santa Maria de Vison der Spanischen Armada. 1985 wurden die Wracks von Unterwasserarchäologen entdeckt.
Am 16. Juni 2009 wurde am Strand von Rosses Point eine männliche Leiche entdeckt, die bis heute nicht identifiziert werden konnte. Der Todesfall Peter Bergmann blieb mysteriös.

## Sport
Nordwestlich von Rosses Point liegt der County Sligo Golf Club. An der Spitze der Halbinsel (Deadman’s Point), westlich von Rosses Point, befindet sich der Sligo Yacht Club.

## Sehenswürdigkeiten
- Die Leuchttürme Metal Man (vor Oyster Island) von 1821, Lower Rosses von 1908 und Oyster Island von 1837 bzw. 1893
- Die anglikanische Kirche und die katholische St. Columbas Church
- Skulptur „Waiting On Shore“ von Niall Breton von 2002
- Elsinor House, Sommerresidenz von William Butler Yeats und Jack Butler Yeats

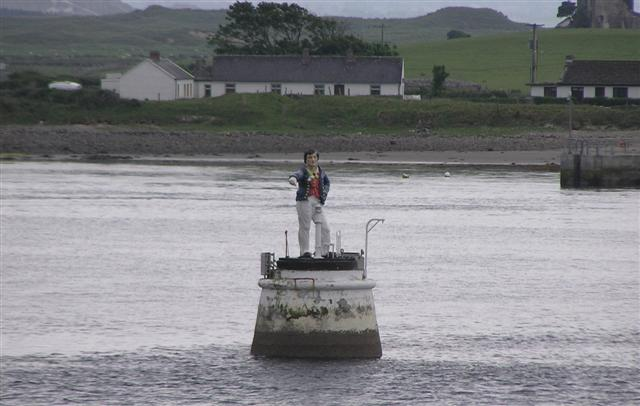
Metal Man-Leuchtturm
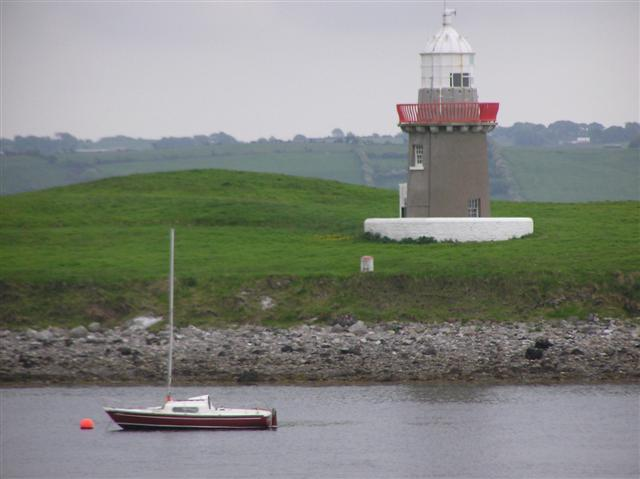
Oyster Island-Leuchtturm
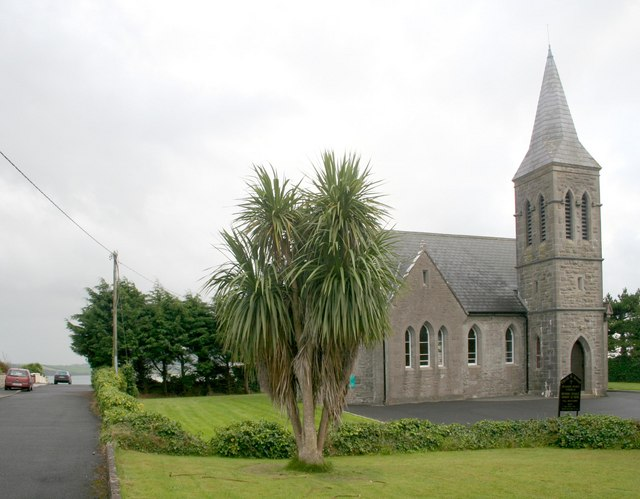
Anglikanische Kirche
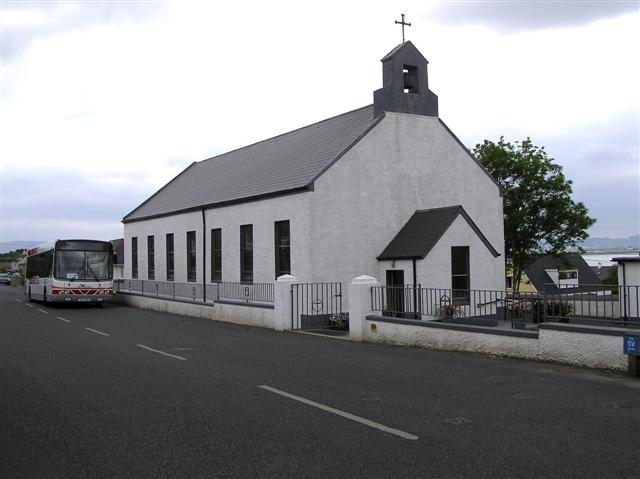
Katholische Kirche St. Columbas
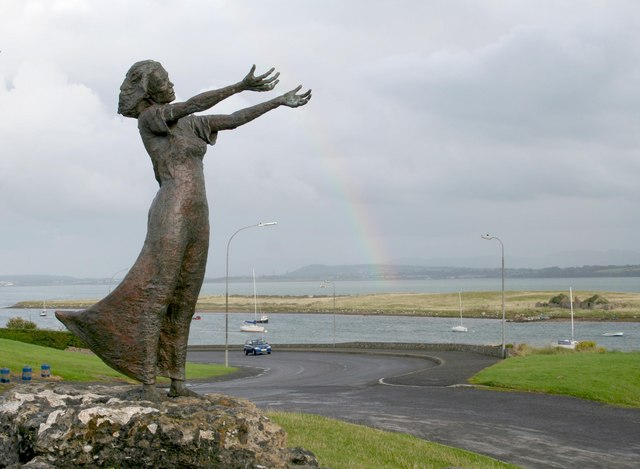
Skulptur „Waiting On Shore“

## Persönlichkeiten
- Peter Mair (1951–2011), Politikwissenschaftler